# Bretesuchus
Bretesuchus é um gênero extinto de mesoeucrocodiliano sebecossúquio [en] da família Sebecidae, conhecido do noroeste da Argentina. Era um grande predador de topo (comprimento total de aproximadamente 4 m).

## Descoberta
Fósseis de Bretesuchus foram encontrados na localidade de El Brete, da formação Maíz Gordo, no noroeste da Argentina, e datam do estágio Thanetiano do Paleoceno superior, cerca de 58,7 a 55,8 milhões de anos atrás. A pré-maxila altamente curvada mostra que ele se enquadra na subordem Sebecosuchia [en], um grupo de crocodilomorfos carnívoros terrestres, em sua maioria sul-americanos, com focinhos distintamente comprimidos lateralmente. Bretesuchus foi originalmente atribuído à sua própria família, Bretesuchidae, que foi considerada o grupo-irmão de Sebecus [en]. Em 2007, uma espécie de Sebecus, Sebecus querejazus, da formação Santa Lucia [en] do Paleoceno Inferior, na Bolívia, foi reclassificada como um bretessuquídeo. Recebeu seu próprio gênero, Zulmasuchus [en]. No entanto, análises filogenéticas recentes encontraram Bretesuchidae aninhado profundamente dentro de Sebecidae e, portanto, sinônimo desta. Zulmasuchus foi encontrado como parente próximo de Sebecus, como havia sido proposto originalmente.

## Etimologia

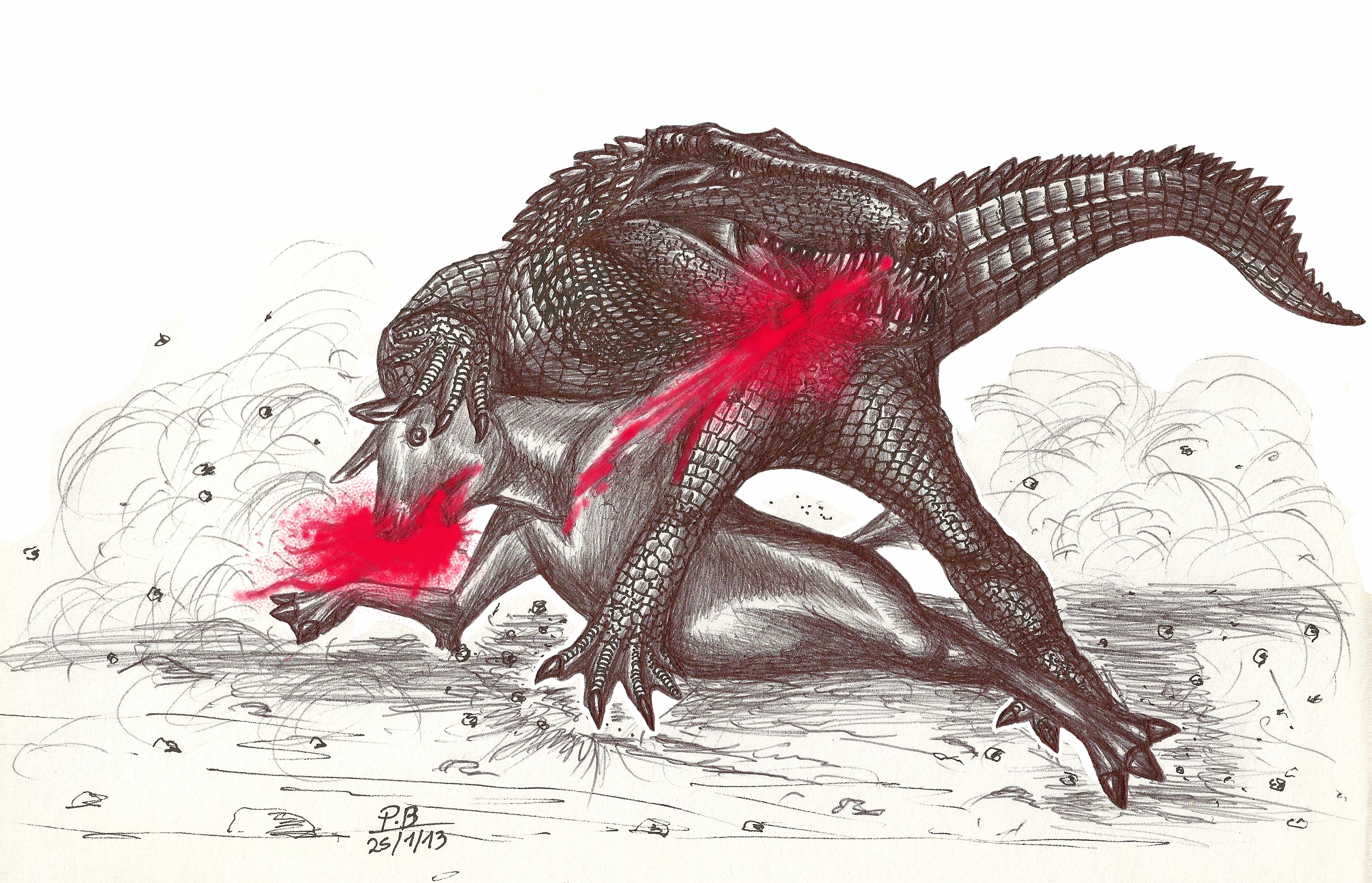
Bretesuchus capturando um hipotético notoungulado

Bretesuchus foi nomeado por Zulma Gasparini, Marta Fernandez e Jaime E. Powell em 1993 [en], e a espécie-tipo é Bretesuchus bonapartei. O nome genérico refere-se à localidade "El Brete", onde os restos fósseis foram encontrados, e suchus, latinizado do grego souchos, um deus crocodilo egípcio. O nome específico homenageia José Bonaparte.